# Wavignies
Wavignies település Franciaországban, Oise megyében. Lakosainak száma 1347 fő (2022. január 1.). Wavignies Ansauvillers, Bucamps, Campremy, Catillon-Fumechon és Thieux községekkel határos.

## Népesség
A település népessége az elmúlt években az alábbi módon változott:
| Lakosok száma | 1205 | 1204 | 1215 | 1212 | 1242 | 1283 | 1325 | 1330 | 1347 |
|               | 2013 | 2015 | 2016 | 2017 | 2018 | 2019 | 2020 | 2021 | 2022 |